# Robert Prys-Jones
Robert Parton Prys-Jones (* 1949 in Denbigh, Clwyd, Wales), häufig auch Prŷs-Jones geschrieben, ist ein walisischer Ornithologe. Seine Forschungsschwerpunkte sind die Avifauna der Seychellen sowie Recherchen über Betrug und Fehlinformationen hinsichtlich ornithologischer Sammlungen.

## Leben
1970 graduierte Prys-Jones zum Bachelor of Science in Zoologie an der University of Nottingham. 1977 promovierte er mit der Dissertation Comparative physiological ecology of two bunting species zum Doktor der Philosophie (DPhil) in Vogelbiologie am Linacre College der University of Oxford. Von 1974 bis 1978 war er Mitarbeiter der Forschungsstation der Royal Society auf Aldabra. Er betrieb Feldstudien über den heute ausgestorbenen Aldabrabuschsänger (Nesillas aldabrana), der 1967 entdeckt wurde. Ende 1975 gelang es ihm sechs Exemplare, allesamt Männchen, zu finden, zu beringen und zu fotografieren. Von 1979 bis 1980 forschte Prys-Jones als Postdoktorand in der zoologischen Abteilung der University of Queensland in Australien in den Bereichen Verhaltensökologie und Biogeographie bei Vögeln. Von 1980 bis 1982 war er wissenschaftlicher Mitarbeiter der University of Stirling, wo er den Energiestoffwechsel von Vögeln (Avian Energetics) studierte. Von 1982 bis 1987 dozierte er am Percy FitzPatrick Institute of African Ornithology an der Universität Kapstadt. Von 1987 bis 1992 war er Leiter der Abteilungseinheit Mündungsgebiete des British Trust for Ornithology in Thetford. Seit 1992 ist er Kurator der Vogelabteilung des Natural History Museum at Tring. Prys-Jones ist für die nicht-fossilen Vogelsammlungen des Museums verantwortlich. Weitere Aufgaben sind die Organisation und Teilhabe am Sammlungsmanagementprogramm der ornithologischen Arbeitsgemeinschaft, der Zugang zu den Sammlungen sowie die Informationsbereitstellung darüber. In jüngster Zeit hat es sich Prys-Jones zum Ziel gesetzt, Methoden zu entwickeln und anzuwenden, die die Zuverlässigkeit und Dokumentation von Präparaten verbessern sollen, um Betrug und Fehlinformationen hinsichtlich von Vogelbälgen aufzudecken. Durch die Forschungs- und Recherchearbeit von Prys-Jones, die in Zusammenarbeit mit Pamela C. Rasmussen stattfand, konnte beispielsweise dem Ornithologen Richard Meinertzhagen Betrug nachgewiesen werden, da er viele der 20.000 Vogelbälge seiner Sammlung mit neuen Etiketten versehen hatte, die ein falsches Herkunftsgebiet angaben. Zu den bekanntesten Betrügen, die identifiziert wurden, zählt jener über den Blewittkauz, der dank der Aufklärungsarbeit von Prys-Jones und Rasmussen nach 113 Jahren im Jahr 1997 in seinem korrekten Verbreitungsgebiet im Satpuragebirge wiederentdeckt wurde.
Prys-Jones unternahm Vogelexpeditionen in aller Welt, die ihn sowohl in die Arktis und als auch in die Tropen führten. Einen besonderen Schwerpunkt bildeten dabei die Seychellen. 1978 nahm er auf der Karibikinsel Dominica an einer Feldstudie über Vögel und Fledermäuse teil. Prys-Jones schrieb zahlreiche Buchkapitel und wissenschaftliche Papiere über Vogelbiologie, die unter anderem im Biological Journal of the Linnean Society, im Bulletin of the British Ornithologists’ Club, im Journal Ibis, im Journal of Zoology und im Journal of Applied Ecology veröffentlicht wurden.